# Daniel Gavela
Daniel Gavela Abella (Peranzanes, León; 4 de julio de 1948) es un periodista y empresario español.

## Biografía
Es licenciado en Ciencias políticas y en Ciencias de la información, rama de Periodismo, por las Facultades de Ciencias Políticas y Sociología y de Ciencias de la Información (Universidad Complutense de Madrid).
Tras licenciarse trabajo en El Pueblo Gallego en Vigo y posteriormente en el diario Arriba. Posteriormente, desde 1974 a 1977 fue director del semanario Guadiana. En marzo de 1977 se incorporó al diario El País, donde durante 11 años ocupó los cargos de jefe de la sección de Política, redactor jefe del diario y redactor jefe de El País Semanal (1984-1988).   
Desde mayo de 1988 a febrero de 1994 fue director de comunicación y relaciones externas del Grupo Prisa, desde ese puesto contribuye a la creación de Canal+, el tercer canal de televisión privado de España; entre febrero de 1994 a noviembre de 2001 fue director de la Cadena SER y del 15 de noviembre de 2001 al 1 de marzo de 2006 fue director general de la SER-Unión Radio. También ha sido presidente del Comité de la Cadena SER y presidente de la Asociación Española de Radio Comercial. Desde marzo de 2006 asume el cargo de director general de Cuatro y CNN+ hasta diciembre de 2010.
Entre 2013 a 2018 trabajó cómo productor ejecutivo en la productora Ganga Producciones, en la cual ejercía el cargo de adjunto a la presidencia.
Desde el 1 de marzo de 2018 al 31 de mayo de 2021, ejerció el cargo de director de la Cadena SER y de director general de Prisa Radio. 